# U 5 (U-Boot, 1910)
U 5 war ein U-Boot, das für die deutsche Kaiserliche Marine gebaut wurde.

## Bau und Indienststellung
U 5 war ein sogenanntes Zweihüllenboot, welches als Hochseeboot vom U-Boot-Konstrukteur Hans Techel konzipiert wurde. Es lief am 8. Januar 1910 bei der Germaniawerft in Kiel vom Stapel und wurde am 2. Juli 1910 in Dienst gestellt. Kommandant bei Indienststellung war Kapitänleutnant Gayer und während des Krieges dann Johannes Lemmer.

## Technik
Das U-Boot war 57,3 m lang, 5,6 m breit und hatte einen Tiefgang von 3,55 m sowie eine Verdrängung von 505 Tonnen über und 636 Tonnen unter Wasser. Die Besatzung bestand aus 28 Mann, wovon vier Offiziere waren. Es waren zwei Körting Petroleummotoren mit Sechszylinder-Zweitakt und 662 kW (900 PS) eingebaut, andere Quellen gehen von einem Achtzylinder-Zweitakt-Petroleummotor aus. Für die Unterwasserfahrt war ein SSW-Elektromotor eingebaut, welcher eine Leistung von 765 kW (1040 PS) hatte. Somit wurden über Wasser Höchstgeschwindigkeiten von 13,4 kn und unter Wasser von 10,2 kn erreicht. Der Aktionsradius betrug bis zu 3.300 NM bei Überwasserfahrt. Bei getauchter Fahrt mit 5 kn wurden 80 NM erreicht bei einer maximalen Tauchtiefe von 30 Meter. Die Bewaffnung bestand aus jeweils zwei Torpedorohren am Bug und Heck mit sechs Torpedos. Bis Ende 1914 war hinter dem Turm eine 3,7-cm-Revolverkanone montiert.

## Verbleib
U 5 sank nach einem Unfall oder einer Minendetonation am 18. Dezember 1914 vor der belgischen Küste nördlich von Zeebrügge etwa auf der Position 51° 23′ N, 3° 11′ O. Alle 29 Besatzungsmitglieder einschließlich des Kommandanten Lemmer kamen dabei ums Leben. Am 4. September 2023 bestätigten Taucher die Existenz des U-Bootes vor Zeebrügge und identifizierten dort auch das deutsche Minenleger-U-Boot UC 14 aus dem Jahr 1915.

## Kommandanten
| Dienstgrad      | Name            | von            | bis                   |
| --------------- | --------------- | -------------- | --------------------- |
| Kapitänleutnant | Albert Gayer    | 2. Juli 1910   | 31. Juli 1910         |
| Kapitänleutnant | Johannes Lemmer | 1. August 1914 | 18. Dezember 1914 (†) |